# 白喉河乌
，雀形目河乌科河乌属的一种鸟，俗名小水老鸹。

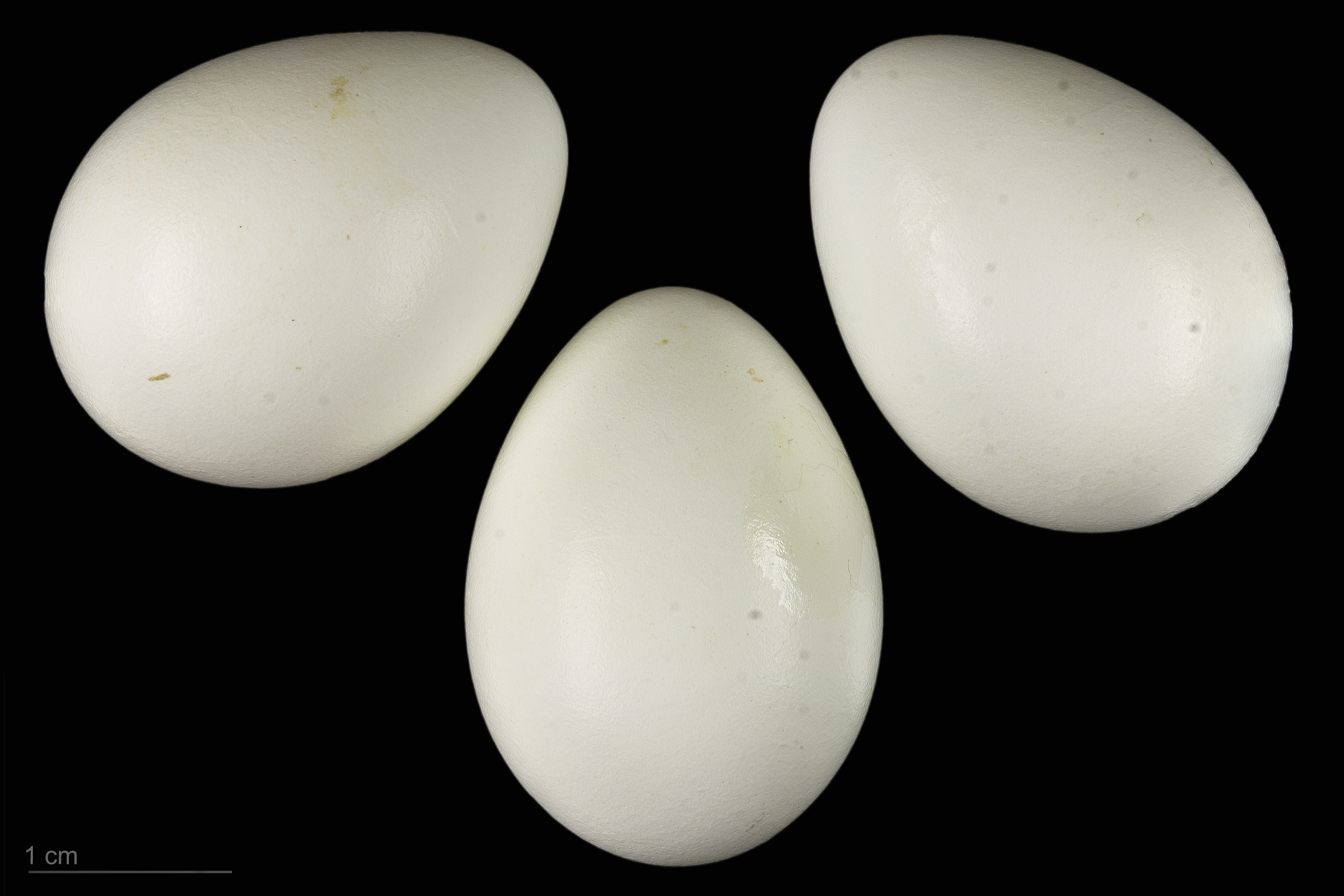
卵 Cinclus cinclus

白喉河烏体重约61.47克，翼长约88.9毫米，嘴峰长约22.1毫米，喙宽度约3.4毫米，喙厚度约4.4毫米，跗蹠长约28.4毫米，尾长约50.1毫米。白喉河烏分布区横跨整个欧亚大陆，在其分布区内一般为留鸟，但部分亚种是候鸟，例如欧洲北部的鸟在十月到十一月迁徙到南部，如英国东部越冬。，其栖息在开放的河流环境中，食性为肉食性，主要食物来源是水生动物。

## 亚种
- ：分布于爱尔兰、外赫布里底群岛和苏格兰西海岸。
- ：分布于奥克尼群岛、苏格兰中部和东部、英格兰西部和中部及威尔士。
- ：分布于芬諾斯堪底亞至白海南岸和加里宁格勒地区。
- ：分布于中欧和南欧至巴尔干半岛。
- ：分布于摩洛哥、突尼斯和阿尔及利亚的山区。
- ：分布于原分布在塞浦路斯，现已灭绝。
- ：分布于高加索山至伊朗西北部；越冬于伊拉克和巴基斯坦。
- ：分布于前黎巴嫩山脉。
- ：分布于伊朗西南部（扎格罗斯山脉和巴赫蒂亚里山脉）。
- ：分布于乌拉尔山。
- ：分布于新疆、中亚、西伯利亚、蒙古等地。
- ：分布于喜马拉雅山脉地区，西藏东南部、云南西北部、阿富汗、克什米尔西部至锡金。
- ：分布于甘肃、青海东部、西藏东南部、四川西部及不丹。[4]